# Esperanza (Masbate)
Esperanza ist eine philippinische Stadtgemeinde in der Provinz Masbate. Sie hat 18.568 Einwohner (Zensus 1. August 2015).

## Baranggays
Esperanza ist politisch in 20 Baranggays unterteilt.
| - Agoho - Almero - Baras - Domorog - Guadalupe - Iligan - Labangtaytay | - Labrador - Libertad - Magsaysay - Masbaranon - Poblacion - Potingbato - Rizal | - San Roque - Santiago - Sorosimbajan - Tawad - Tunga - Villa |